# Белослава Болгарська
Белослава Асеніна ((13 століття  — 13 століття )) — болгарська княжна, королева Сербії в 1234—1243 роках як дружина короля Стефана Владислава I.

## Життєпис
Белослава була дочкою царя Болгарії Івана Асена II та його першої дружини Ганни (релігійне ім'я Анісія), згаданої в Синодику Болгарської Церкви. У пари була ще одна дочка — Марія — яка вийшла заміж за Мануїла Епірського. Можливо, що Белослава і її сестра Марія були незаконнонародженими дітьми Івана Асена, тому що його перший шлюб з Ганною не був визнаний Болгарською православною церквою. Ніяких сумнівів з приводу благородного походження його дочок не було, тому обидві були видані заміж за чоловіків королівських родин.
Після битви біля Клокотниці Болгарія стала головувати на Балканах, а Белослава вийшла заміж за сербського принца Стефана Владислава. Шлюб був організований його дядьком Растко Неманичем, щоб забезпечити добрі відносини між королівством Сербія і Болгарської імперією.
У 1234 році державний переворот у Сербії з допомогою болгар скинув короля Стефана Радослава, зятя і протеже деспота Феодора Епірського; на трон зійшов Стефан Владислав, який був його зведеним братом. Так Белослава стала новою королевою Сербії. У подружжя було троє дітей:
- Стефан (пом.. до 1281 в Есфігмену).
- Деза (згадується в джерелах, датованих між 1281 та 1285 роками).
- дочка (ім'я не збереглося), видана за Джуру Качича, князя Оміш.

Болгарський вплив у Сербії припинився після смерті царя Івана Асена II під час навали татар. В 1243 році Стефан Владислав був повалений своїм молодшим братом Стефаном Урошем I, і Белослава втікла до Рагузу. Новий сербський король наполіг на тому, щоб її тримали під суворим наглядом, і у відповідь отримав письмову клятву про те, що Белославі не дозволять повернутися в Сербію.
Незабаром конфлікт між Стефаном Владиславом I та Стефаном Урошем I був вирішений. Після переговорів Владислав відмовився від корони, а Урош дозволив йому правити Зетою як губернатор, зберігаючи при цьому титул короля. Незабаром Белослава возз'єдналася з чоловіком, також зберігши титул королеви.